# Sufia Kamal
Begum Sufia Kamal (en bengalí: বেগম সুফিয়া কামাল , Barisal, India Británica, 20 de junio de 1911-Daca, Bangladés, 20 de noviembre de 1999) fue una poetisa y feminista bangladesí. Como activista además, militó en el Comité de Paz tras la partición de la India en 1948 o en el movimiento por la Lengua Bengalí.

## Biografía
Nacida en el seno de una familia zamindar musulmana, al estar prohibida la escolarización femenina, de niña no pudo estudiar, no obstante aprendió en casa hindi, urdu, árabe, bengalí, kurdo, persa e inglés.
En 1918 se mudó a Calcuta con su madre, donde conoció a Begum Rokeya y con 11 años secasó con su primo Syed Nehal Hossain, entonces estudiante de derecho, tuvieron una hija Amena Kahnar. Hossain murió en 1932 y cinco años después se casó con Kamaluddin Ahmed y tuvieron dos hijas y dos hijos.